# Stevan Horvat
Stevan Horvat   (Svetozar Miletić, 7 d'octubre de 1932 - Subotica, 28 de maig de 2018) fou un lluitador serbi, especialista en lluita grecoromana, que va competir sota bandera iugoslava durant les dècades de 1950 i 1960.
Durant la seva carrera de lluita lliure, entre 1955 i 1968, no va perdre cap combat a nivell nacional. Guanyà 15 campionats iugoslaus. A nivell internacional va obtenir el seu primer títol en guanyar la categoria del pes wèlter als Jocs del Mediterrani de 1959. Posteriorment guanyaria dos campionats mundials, tres campionats d'Europa i encara una darrera victòria als Jocs del Mediterrani de 1967. Va prendre part en tres edicions dels Jocs Olímpics d'Estiu, el 1960, 1964 i 1968. Fou en aquesta darrera, a Ciutat de Mèxic, on guanyà la medalla de plata en la competició del pes lleuger del programa de lluita grecoromana.
Una vegada retirat passà a ensenyar arts marcials a la Facultat d'Educació Física durant 22 anys.